# 하다솜 (가수)
하다솜은 대한민국의 가수다. 2015년 싱글 《나의 고백》으로 데뷔했다. 현재 한국국제대학교 음악공연학과 겸임교수를 맡고 있다.

## 방송
- 씨씨엠스타 3 (2015) - 대상

## 음반
- 나의 고백 (2015)